# Гедике, Фёдор Фёдорович
Фёдор Фёдорович Гедике — русский лингвист, филолог и педагог; профессор Санкт-Петербургского университета.

## Биография
Фёдор Гедике родился около 1783 года. Получив образование поступил в 1810 году Первый кадетский корпус, где преподавал воспитанникам немецкий язык.
С 1811 года Ф. Ф. Гедике преподавал латинский язык в Петербургской губернской гимназии, а в 1817 году был определен адъюнктом по кафедре классических языков и словесности в Главный педагогический институт. 
Будучи уже экстраординарным профессором латинской словесности, в 1819 году Гедике был назначен экстраординарным профессором во вновь основанный Санкт-Петербургский университет. С мая по октябрь 1819 года профессора Ф. Ф. Гедике, уехавшего по болезни в отпуск, подменял на кафедре Карл Фридрих Радлов.
В июле 1820 года Фёдор Фёдорович Гедике был уволен от службы по состоянию здоровья.